# Krisalis Software
Krisalis Software, nota come Teque Software fino al 1991, è stata un'azienda inglese dedita allo sviluppo e all'editoria di videogiochi con sede nella città di Rotherham (South Yorkshire), fondata nel 1987 e chiusa nel 2001.

## Storia
L'azienda è stata fondata nel 1987 come Teque Software Development Ltd. da Tony Kavanagh, Peter Harrap e Shaun Hollingworth. Alcuni dei primi titoli originali della società sono Terramex, The Flintstones e Thunderbirds. Inizialmente l'azienda si occupava solo di giochi per computer, a 8 bit e 16 bit. Ha anche convertito titoli per altre aziende per piattaforme a 8 e 16 bit.
Dopo il successo e la crescita, nel 1988 è stata istituita l'etichetta di pubblicazione Krisalis (originariamente scritta Chrysalis) per i suoi videogiochi originali. La società ha continuato a convertire i videogiochi per altre società, tra cui Grandslam e Domark, per diversi anni utilizzando il nome Teque Software. Il nome Krisalis era inizialmente usato per un'etichetta sussidiaria (nata nel 1988) sotto la Teque Software Development, finché il nome della compagnia non venne ufficialmente cambiato in Krisalis Software Ltd. nel 1991. In origine, il nome avrebbe dovuto essere Chrysalis Software Ltd., ma una controversia con l'etichetta discografica Chrysalis Records risultò in una modifica del nome.
Dal 1991 il campo di interesse si estese anche alle console, soprattutto della SEGA.
Aveva uno studio sorella chiamata Teque London. Le due società hanno lavorato in modo indipendente, ma hanno collaborato anche a progetti fino al 1991, quando Teque London si è separata per continuare da sola. Dopo la divisione la società principale ha abbandonato il nome Teque e ha continuato come Krisalis Software, continuando a sviluppare e pubblicare giochi e conversioni originali per dieci anni. Proprio come Teque London si è specializzata in audio e spesso ha fornito il suo driver di suoni, insieme con i servizi sonori e musicali, ai giochi di altri sviluppatori.
L'ultimo gioco sviluppato fu un porting di The F.A. Premier League Stars 2001 per il Game Boy Color, uscito l'8 giugno 2001.
Chiuse i battenti alla fine di novembre dello stesso anno.

## Videogiochi sviluppati

### 1987
- Moley Christmas
- Terramex o Cosmic Relief: Prof. Renegade to the Rescue

### 1988
- Chubby Gristle (Amiga, Amstrad CPC, Atari ST, Commodore 64, ZX Spectrum)
- The Flintstones
- Pac-Mania (conversioni dell'arcade)
- Toobin' (conversioni dell'arcade)

### 1989
- Blasteroids (conversioni Amiga, Amstrad CPC, Atari ST, Commodore 64, MSX, MS-DOS, ZX Spectrum)
- Chase H.Q. (conversioni 16 bit)
- Continental Circus (Amiga, Amstrad CPC, Atari ST, Commodore 64, MSX, ZX Spectrum)
- Laser Squad (conversioni 16 bit)
- The Munsters
- Passing Shot (conversioni dell'arcade)
- Prison (originale Amiga, Atari ST)
- Thunderbirds
- Xybots

### 1990
- Badlands (Amiga, Amstrad CPC, Atari ST, Commodore 64, ZX Spectrum)
- Botics (originale Amiga, Atari ST)
- Castle Master (accreditata solo per la musica)
- Escape from the Planet of the Robot Monsters (conversioni dell'arcade)
- Jahangir Khan's World Championship Squash (Amiga, Amstrad CPC, Atari ST, Commodore 64, MS-DOS, ZX Spectrum)
- Klax (conversioni dell'arcade)
- Mad Professor Mariarti
- Manchester United (Acorn Archimedes, Amiga, Amstrad CPC, Atari ST, Commodore 64, ZX Spectrum)
- Scramble Spirits (conversioni dell'arcade)
- Shadow Warriors (Amiga, Amstrad CPC, Atari ST, Commodore 64, MS-DOS, ZX Spectrum)
- Space Harrier II (conversioni dell'arcade)

### 1991
- Face-Off (Amiga, Atari ST)
- Hill Street Blues (Amiga, Atari ST, MS-DOS)
- Manchester United Europe (Amiga, Amstrad CPC, Atari ST, Commodore 64, MS-DOS, ZX Spectrum)
- Rogue Trooper (Amiga, Atari ST)

### 1992
- European Club Soccer o World Trophy Soccer (Mega Drive)
- European Football Champ (Amiga, Atari ST, Commodore 64)
- Graham Taylor's Soccer Challenge
- Laser Squad (MS-DOS)
- Sabre Team (Amiga, Amiga CD32, Atari ST, MS-DOS)
- John Barnes European Football (Amiga, Amiga CD32, Atari ST)

### 1993
- Arabian Nights (Amiga, Amiga CD32)
- European Soccer Challenge (Lynx)
- J.League Champion Soccer (variante di European Club Soccer)
- Soccer Kid (3DO, Amiga, Amiga CD32, MS-DOS, Game Boy Advance, PlayStation, SNES)

### 1994
- Alone in the Dark (3DO)
- Big Four (Amiga, MS-DOS)
- Clik Clak (Game Boy, Game Gear)
- Manchester United: The Double (Amiga, MS-DOS)
- Manchester United Premier League Champions (Amiga, Amiga CD32, MS-DOS)

### 1995
- Alone in the Dark 2 (3DO)
- Manchester United Championship Soccer

### 1996
- Legends (Amiga, Amiga CD32, MS-DOS)
- Player of the Year (MS-DOS)
- Starfighter 3000 (MS-DOS)

### 1997
- UEFA Champions League 1996/97
- Ultra CD-i Soccer
- Z (videogioco) (PlayStation, Saturn)

### 1998
- LEGO Chess (Windows)
- Theme Hospital (PlayStation)

### 1999
- F.A. Manager (PlayStation)

### 2000
- Airport Tycoon (Windows)
- Cricket 2000 (PlayStation)
- The F.A. Premier League Football Manager 2000 (PlayStation)
- Legoland (Windows)

### 2001
- The F.A. Premier League Manager 2002
- The F.A. Premier League Stars 2001 (Game Boy Color)
- Popstar Maker

## Videogiochi pubblicati

### 1990
- World Championship Boxing Manager (MS-DOS)
- Jahangir Khan's World Championship Squash (Amiga, Amstrad CPC, Atari ST, Commodore 64, MS-DOS, ZX Spectrum)
- Manchester United (Acorn Archimedes, Amiga, Amstrad CPC, Atari ST, Commodore 64, ZX Spectrum)

### 1991
- Revelation (Acorn Archimedes, Amiga, Atari ST)
- Manchester United Europe (Amiga, Amstrad CPC, Atari ST, Commodore 64, MS-DOS, ZX Spectrum)
- Face-Off (Amiga, Atari ST)
- Rogue Trooper (Amiga, Atari ST)
- Hill Street Blues (Amiga, Atari ST, MS-DOS)
- Chuck Rock (Acorn Archimedes)

### 1992
- John Barnes European Football (Amiga, Amiga CD32, Atari ST)
- Graham Taylor's Soccer Challenge (Amiga, Atari ST)
- Sabre Team (Amiga, Amiga CD32, Atari ST, MS-DOS)
- Shadoworlds (Amiga, Atari ST, MS-DOS)

### 1993
- Soccer Kid (3DO, Amiga, Amiga CD32, MS-DOS, Game Boy Advance, PlayStation, SNES)
- Arabian Nights (Amiga, Amiga CD32)

### 1994
- Manchester United Premier League Champions (Amiga, Amiga CD32, MS-DOS)
- Fly Harder (Amiga, Amiga CD32)
- Traps 'n' Treasures (Amiga)

### 1995
- Manchester United: The Double (Amiga, MS-DOS)

### 1998
- King of Bowling 2 (Playstation 1)